# 3599 Basov
3599 Basov è un asteroide della fascia principale. Scoperto nel 1978, presenta un'orbita caratterizzata da un semiasse maggiore pari a 3,1609132 UA e da un'eccentricità di 0,1206556, inclinata di 1,64129° rispetto all'eclittica.
L'asteroide è dedicato al fisico sovietico Nikolaj Basov, noto per le ricerche che portarono allo sviluppo dei laser.